# Equació de Poisson
En matemàtiques l'equació de Poisson és una equació diferencial en derivades parcials que s'utilitza a bastament en electroestàtica, enginyeria mecànica i física teòrica. Rep el seu nom en honor del matemàtic, geòmetra i físic francès Siméon Denis Poisson.
L'equació de Poisson és:
{\displaystyle \Delta \varphi =f}
on {\displaystyle \Delta } és l'operador laplacià, i f i φ són funcions amb valors reals o complexos sobre una varietat. Quan la varietat és un espai euclidià, l'operador laplacià s'acostuma a escriure com {\displaystyle {\nabla }^{2}} i l'equació de Poisson s'escriu com
{\displaystyle {\nabla }^{2}\varphi =f}
En un sistema de coordenades cartesianes tridimensional pren la forma
{\displaystyle \left({\frac {\partial ^{2}}{\partial x^{2}}}+{\frac {\partial ^{2}}{\partial y^{2}}}+{\frac {\partial ^{2}}{\partial z^{2}}}\right)\varphi (x,y,z)=f(x,y,z).}
Per la desaparició de f, aquesta l'equació esdevé l'equació de Laplace
{\displaystyle \Delta \varphi =0.\!}
L'equació de Poisson pot ser resolta utilitzant diferents mètodes com ara la funció de Green o mètodes numèrics com el mètode de les diferències finites o el mètode dels elements finits. D'altra banda en gravitació relativista s'utilitzen mètodes de resolució basats en la transformada de Fourier.

## Electroestàtica
Una de les pedres angulars de l'electroestàtica és el plantejament i solució de problemes que són descrits per mitjà de l'equació de Poisson. Buscar φ per un valor f donat és un problema pratic important en tant que és la via habitual de trobar el potencial elèctric per a una distribució de càrrega donada. En unitats del SI:
{\displaystyle {\nabla }^{2}\Phi =-{\rho  \over \epsilon _{0}}}
on {\displaystyle \Phi \!} és el potencial elèctric (en volts), {\displaystyle \rho \!} és la densitat de càrrega (en coulombs per metre cúbic), i {\displaystyle \epsilon _{0}\!} és la permitivitat del buit (en farads per metre).
A una regió de l'espai on no hi ha densitat de càrregues desaparellades, tenim
{\displaystyle \rho =0,\,}
i l'equació per al potencial esdevé l'equació de Laplace:
{\displaystyle {\nabla }^{2}\Phi =0.}

## Potencial d'una densitat de càrrega Gaussiana
Si hi ha una distribució gaussiana de densitat de càrrega simètrica en forma d'esfera {\displaystyle \rho (r)}:
{\displaystyle \rho (r)={\frac {Q}{\sigma ^{3}{\sqrt {2\pi }}^{3}}}\,e^{-r^{2}/(2\sigma ^{2})},}
on Q és la càrrega total,
llavors la solució Φ (r) de l'equació de Poisson
{\displaystyle {\nabla }^{2}\Phi =-{\rho  \over \epsilon _{0}}}
vindrà donada per
{\displaystyle \Phi (r)={1 \over 4\pi \epsilon _{0}}{\frac {Q}{r}}\,{\mbox{erf}}\left({\frac {r}{{\sqrt {2}}\sigma }}\right)}
on erf(x) és la funció d'error.
Aquesta solució pot ser comprovada per mitjà d'una avaluació manual de {\displaystyle {\nabla }^{2}\Phi }.
Noteu que per a un valor de r molt més gran que σ, erf(x)s'aproxima a la unitat i el potencial Φ (r) s'aproxima al potencial elèctric de la càrrega puntual {\displaystyle {1 \over 4\pi \epsilon _{0}}{Q \over r}}, tal com era d'esperar.

## Problema de Neumann
El problema de Neumann és similar a l'anterior però en lloc de fixar el valor de la funció incògnita sobre la frontera, fixa el valor de la derivada perpendicularment a la superfície

(3){\displaystyle {\begin{cases}\Delta \varphi (\mathbf {x} )=0&\mathbf {x} \in \Omega \\\mathbf {n} \cdot \nabla \varphi ({\bar {\mathbf {x} }})=\mathbf {h} ({\bar {\mathbf {x} }})&{\bar {\mathbf {x} }}\in \partial \Omega \end{cases}}}